# NXP Semiconductors
NXP Semiconductors N.V. (NXP) er en nederlandsk producent af halvledere med hovedkvarter i Eindhoven. De har ca. 29.000 ansatte i over 30 lande og i 2021 var deres omsætning på 11 mia. amerikanske dollar.
Selskabet blev etableret som et virksomhedsspin-off fra Philips i 2006.